# Malthodes borsaensis
Malthodes borsaensis es una especie de coleóptero de la familia Cantharidae.

## Distribución geográfica
Habita en Rumania.